# Зуевская ТЭС
Зуевская ТЭС (укр. Зуївська ТЕС; ЗуТЭС, ранее — ЗуГРЭС-2) — тепловая электростанция, расположенная в 40 км восточнее Донецка (г. Зугрэс близ Зуевки). С 2014 года находится под контролем самопровозглашённой Донецкой Народной Республики.
Является градообразующим предприятием для посёлка энергетиков и города Зугрэс, расположенного на 1 км южнее электростанции.

## История
При строительстве и после ввода в эксплуатацию 24 марта 1982 года станция имела название «ЗуГРЭС-2» (Зуевская государственная районная электрическая станция № 2), затем получила название «Зуевская ТЭС».
28 апреля 2001 года Зуевская ТЭС (ранее находившаяся в ведении генерирующей компании «Донбассэнерго») была продана на аукционе ООО «Техремпоставка» и перешла под управление ООО «Востокэнерго», а после создания вертикальноинтегрированной компании ДТЭК стала обособленным подразделением «Зуевская ТЭС» ООО «ДТЭК Востокэнерго» (структурного подразделения корпорации ДТЭК) (финансово-промышленная группа «Систем Кэпитал Менеджмент», основным акционером которой является Ринат Ахметов). Продана электростанция была за долги вместе с бесперспективными банкротами и должниками Кураховской и Луганской ТЭС, к концу года ЗуТЭС показала чистую прибыль, равную цене, за которую была куплена.
28 июля 2003 года Зуевская ТЭС была внесена в перечень особо важных объектов электроэнергетики Украины, обеспечение охраны которых было возложено на ведомственную военизированную охрану во взаимодействии со специализированными подразделениями МВД Украины и иных центральных органов исполнительной власти.
В 2008—2013 годах модернизированы энергоблоки № 1, 2 и 4, что позволило увеличить единичную мощность блоков на 20—25 МВт, повысить надежность работы оборудования и уменьшить влияние на окружающую среду. В 2014—2015 году планировалось реконструировать энергоблок № 3..

### После 2014 года
По словам представителей ДНР, с марта 2017, после введения украинскими организациями «блокады» непризнанных республик, и «попытки ДТЭК уволить работников и остановить предприятие» электростанция перешла под управление Министерства угля и энергетики Донецкой Народной Республики. 12 марта 2017 года, вследствие требований руководства непризнанных республик о необходимости перерегистрации предприятий, находящихся в ДНР и ЛНР, Группа Метинвест заявила о полной потере контроля над работой всех своих активов на временно неконтролируемой Украиной территории. Сотрудникам этих предприятий будут предложены варианты трудоустройства на предприятиях компании на контролируемой территории Украины: в Запорожье, Кривом Роге и Мариуполе. С сентября 2017 года предприятие де-факто — под управлением ГУП ДНР «Энергии Донбасса».
В феврале 2018 года на предприятии работали 1259 работников.19 октября 2018 г., в День Флага ДНР, на Зуевской ТЭС были закончены работы по нанесению на первую градирню изображения самого большого в мире флага Донецкой Народной Республики (2000 м²)[значимость факта?].

## Описание
Установленная электрическая мощность станции на конец 2013 года составляла 1270 МВт. В эксплуатации находятся четыре энергоблока единичной мощностью 325, 320, 300 и 325 МВт, введённые в эксплуатацию в 1982—1988 годах. Проектное топливо — угли газовых марок. В 2013 году ТЭС выработала 6574 млн кВт⋅ч, КИУМ станции составил 59,6 %.
Высота дымовой трубы составляет 330 метров. В ясную погоду с её вершины видно Азовское море, расположенное в 100 км к югу. Две градирни чуть менее, чем наполовину, уступают ей по высоте, и достигают высоты 150 метров.